# Берсеневское сельское поселение
Берсеневское се́льское поселе́ние — муниципальное образование в Лямбирском районе Мордовии Российской Федерации.
Административный центр — село Берсеневка.

## История
Статус и границы сельского поселения установлены Законом Республики Мордовия от 28 декабря 2004 года № 122-З «Об установлении границ муниципальных образований Лямбирского муниципального района, Лямбирского муниципального района и наделении их статусом сельского поселения и муниципального района».

## Население
| 2002  | 2010  | 2012  | 2013  | 2014  | 2015  | 2016  |
| ----- | ----- | ----- | ----- | ----- | ----- | ----- |
| 3865  | ↗4185 | ↗4322 | ↗4450 | ↗4537 | ↗4608 | ↗4623 |
| 2017  | 2018  | 2019  | 2020  | 2021  |       |       |
| ↗4689 | ↗4702 | ↗4729 | ↗4748 | ↗4768 |       |       |

## Состав сельского поселения
| № | Населённый пункт     | Тип населённого пункта       | Население |
| - | -------------------- | ---------------------------- | --------- |
| 1 | Берсеневка           | село, административный центр | ↗2553     |
| 2 | Берсеневские Выселки | посёлок                      | ↗100      |
| 3 | Блохино              | деревня                      | ↘151      |
| 4 | Блохинские Выселки   | посёлок                      | ↘66       |
| 5 | Звёздный             | посёлок                      | ↗315      |
| 6 | Русская Свербейка    | деревня                      | ↗208      |
| 7 | Старая Чекаевка      | деревня                      | ↗77       |
| 8 | Татарская Свербейка  | село                         | ↗363      |
| 9 | Чекаевский           | посёлок                      | ↗352      |